# Commissariat du peuple aux nationalités
Le Commissariat du Peuple aux Nationalités de l'URSS (en russe : Народный комиссариат по делам национальностей РСФСР, Narodny komissariat po dielam natsional'nostey RSFSR), abrégé NKNatz (russe : НКНац) ou NarKomNatz (russe : Наркомнац), est une organisation en place de 1917 à 1924 au début de la période soviétique de l'histoire de la Russie. Elle etait chargée de s'occuper du statut et de l'intégration des ressortissants de nationalités non russes.
Son premier dirigeant fut Joseph Staline (1878-1953), en poste de 1917 à 1923) et dans le même temps, membre de la plus haute autorité de l'époque en Russie, le Conseil des commissaires du peuple de la république socialiste fédérative soviétique de Russie.

## Origine
Ce Commissariat a été créé le 11 juin 1917, c'est-à-dire avant même la Révolution d'Octobre par le soviet de Petrograd dans le cadre de trois mesures visant à créer des formes d'État garantissant des solutions fédérales et autonomes aux questions nationales dans la révolution russe :
- égalité civile complète pour tous les citoyens
- droit d'utiliser la langue maternelle au même titre que le russe dans les administrations officielles,
- la formation d'un soviet des affaires de nationalité – le Narkomnatz.

Cette décision a été prise en réponse à la crise déclenchée par les revendications du Conseil central d'Ukraine qui pronait l'autonomie des territoires nationaux et aspirait à un siège à toute conférence de paix.
Ces demandes ont été rejetées par Alexandre Kerensky.
Le Narkomnats a été créé en tant qu'organe des Soviétiques pour préparer les travaux de l'Assemblée constituante, notamment en ce qui concerne la manière dont l'autonomie ukrainienne pourrait être gérée. Il prévoyait l'organisation d'un congrès des représentants de toute l'Ukraine, qui à son tour créerait une Assemblée constituante ukrainienne.
A cette époque, les bolcheviks s'opposaient à toute autonomie des entités nationales. Cependant, le 13 août 1917, Joseph Staline publie un tract suggérant que le Parti pourrait créer une agence pour les questions de nationalité — exactement au moment où Kerensky et les mencheviks dont Nikolaï Chkheidze plaidaient pour un État centraliste. Kerensky a affirmé à des représentants lettons qu'ils ne pouvaient qu'espérer le statut du Zemstvo (ssemblée provinciale.)
En 1918, en tant que commissaire, Joseph Staline ne présida que cinq ou six des sept premières réunions des responsables du Narkomnatz, mais absolument pas aux vingt et une suivantes

## Commissariats spécifiques du Narkomnatz
- Belnatskom (russe Центральный комиссариат по делам Беларуский ou Беларуский комиссариат ; Bielarouskii Komissariat, abrégé Безнацком) commissariat des affaires biélorusses créé le 31 janvier 1918[6]
- Evkom (russe Центральный комиссариат по делам Еврейский ou Еврейский комиссариат ; Evreiskii Komissariat abrégé Евком) était le commissariat des affaires juives[7]
- Muskom (russe Центральный комиссариат  мусульман Внутренней России и Сибири Commissariat Central des Affaires musulmanes de Russie intérieure et de Sibérie (Muskom) version courte Commissariat des affaires musulmanes), présidé par Mullanur Waxitov
- Charte du Commissariat de la Volga aux affaires allemandes, approuvée par le Narkomnatz le 29 mai 1918[8]